# Crarae Garden

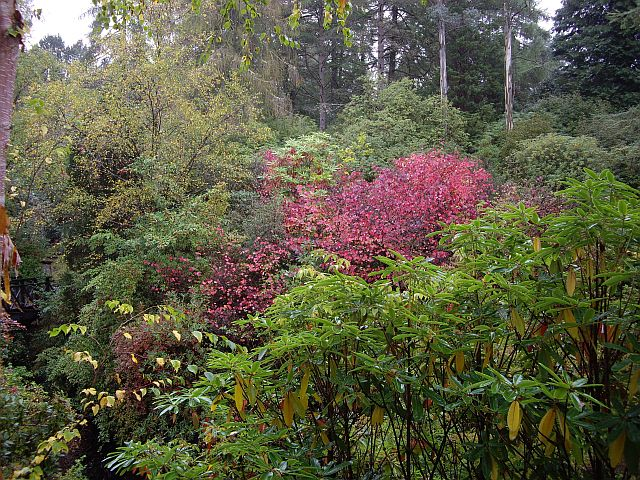
Herbstzeit in Crarae Gardens

Crarae Garden liegt am Ufer des Loch Fyne im britischen Landesteil Schottland, etwa 15 Kilometer südwestlich von Inveraray im Council Area Argyll and Bute. Seit 1912 werden hier auf einer Fläche von rund 40 Hektar Pflanzen speziell aus der Himalayaregion gepflanzt. Heute wird der Garten vom National Trust for Scotland (NTS) betreut.

## Beschreibung

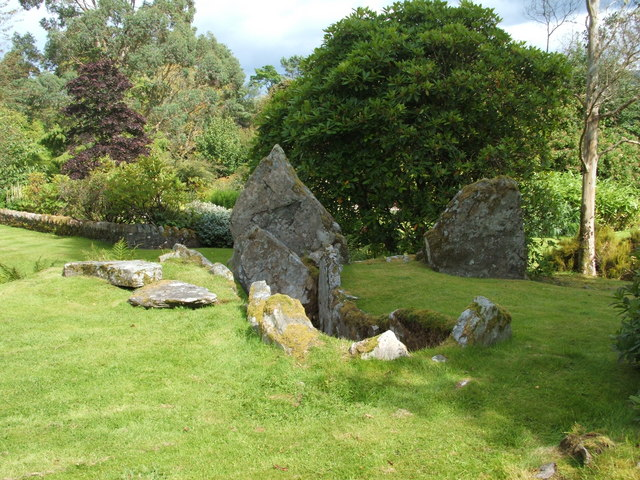
Clyde Tomb von Crarae Garden

Crarae Garden wurde 1912 von Lady Grace Campbell, der Tante des Pflanzensammlers Reginald Farrer, angelegt, der ihr Samen und Pflanzen aus Nepal, Tibet und China mitbrachte. Diese Pflanzen aus dem Himalaya bilden auch heute noch den Sammelschwerpunkt des Gartens, trotzdem habe man, wie der NTS humorig schreibt, dort noch nie einen Yeti gesehen. Neben Büschen und Stauden wächst im Garten eine Fülle von Bäumen, beispielsweise beherbergt er die Nationale Sammlung (englisch National Collection) von Scheinbuchen des Vereinigten Königreiches und eine größere Zahl Nadelbaumsorten. Im Garten gibt es insgesamt 50 Pflanzenfamilien, 240 Gattungen und über 900 Pflanzenarten aus der ganzen Welt, darunter über 400 Arten von Rhododendren.
In der Nähe des Garteneingangs befinden sich die Reste des auf eine Zeit von ca. 3500 vor Christus datierten Clyde Tomb von Crarae Garden, eines Megalithgrabes, das zu der Gruppe der Clyde Tombs gehört.
Die Denkmalbehörde Historic Environment Scotland hat den Garten in der Kategorie Horticultural mit der höchsten Stufe „Herausragend“ (englisch Outstanding) bewertet und ihn 1987 dem Inventory of Gardens and Designed Landscapes in Scotland zugeordnet.

### Woodland Garden

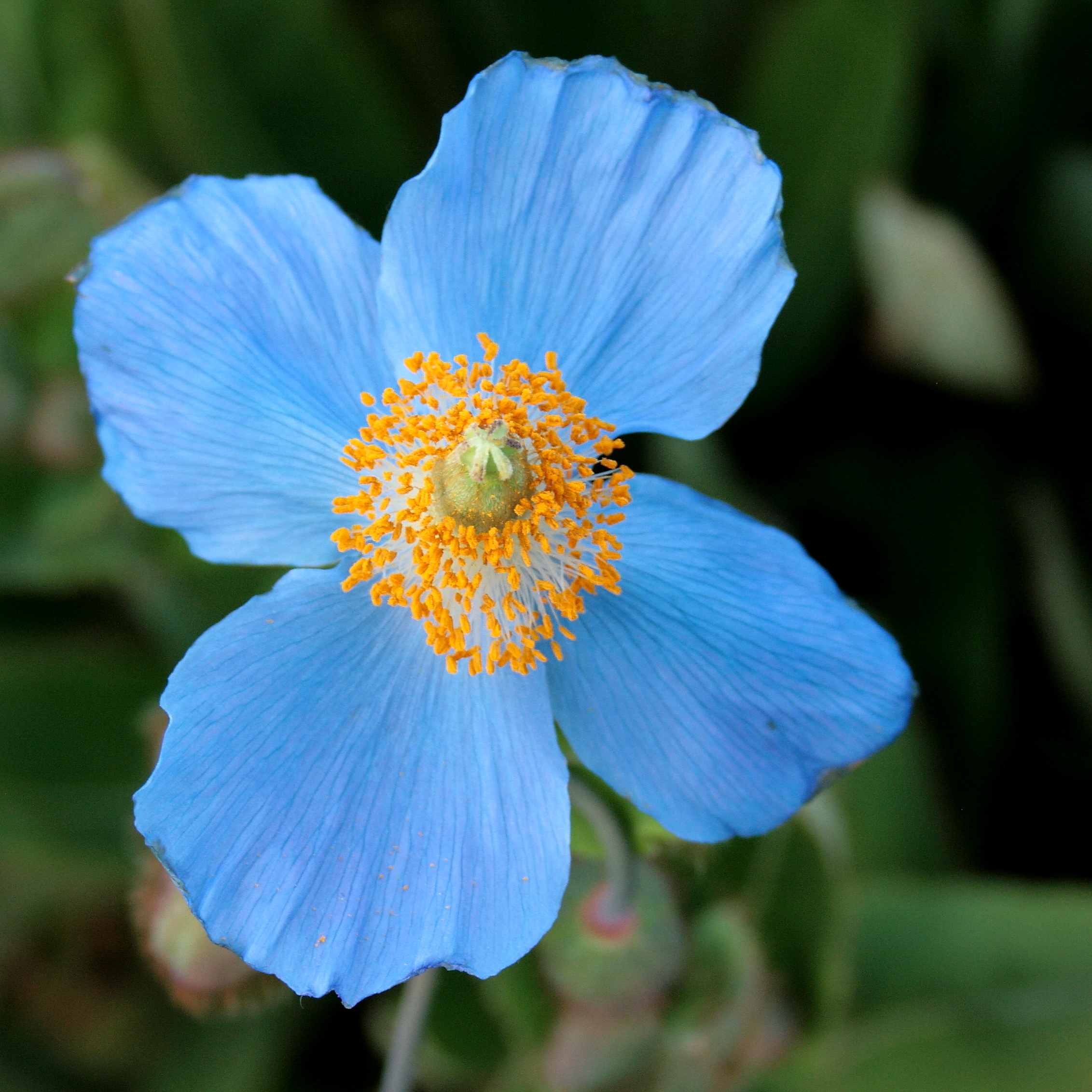
Tibet-Scheinmohn

1932 begann George Campbell auf 19 Parzellen des Geländes verschiedene Nadelhölzer anzupflanzen. Ziel des Projekts war es zu erforschen, wie gut die Bäume für eine forstwirtschaftliche Nutzung geeignet wären. Die Forestry Commission war von diesem Projekt so überzeugt, dass sie 1957 die Betreuung übernahm, sie musste aber in den 1980er Jahren aus wirtschaftlichen Zwängen die Verantwortlichkeit wieder an Ilay Campbell zurückgeben. Die von der Forestry Commission gepflanzten Bäume sind mittlerweile über 50 Jahre alt und man kann an ihnen inzwischen untersuchen, wie sich diese ungewöhnlichen Sorten für den Zweck des Projekts eignen. In diesen Bereichen des Geländes wachsen auch die meisten der in Crarae Garden angepflanzten Rhododendren.

### Walled Garden
Der Küchengarten wird heute hauptsächlich als Verkaufsstelle für die in den Treibhäusern angezogenen Setzlinge genutzt. Am Eingang des Gartens sind Streifen mit Rosen und Tibet-Scheinmohn (Meconopsis betonicifolia) (englisch Himalayan Blue Poppy) angelegt. Seit seiner Gründung wurde dieser Garten komplett umgestaltet und das Hauptaugenmerk auf sommergrüne Sträucher und Blühpflanzen gelegt.

### Randbereiche
Kleinere und anspruchsvollere Pflanzen wurden im Randbereich des Geländes gepflanzt. Dort gedeihen viele seltene und ungewöhnliche Gewächse und Kletterpflanzen ranken an den Gartenmauern des Anwesens empor.

## Geschichte
Das Gebiet gehört seit 1825 der Familie Campbell. 1898 ließ die Witwe von Sir George Campbell, 4. Baronet dort ein Landhaus errichten, der Garten wurde 1912 von Lady Campbell, der Frau des 5. Baronet, angelegt. 1925 übernahm ihn ihr Sohn Sir George, 6. Baronet, der bis zu seinem Tod 1967 dort lebte. Anschließend erbte sein Sohn Sir Ilay Campbell, 7. Baronet, den Garten, der ihn 1978 dem eigens in jenem Jahr gegründeten „Crarae Garden Charitable Trust“ vermachte. Für diesen gestaltete es sich zunehmend schwieriger, den Unterhalt zu finanzieren. Nach einem öffentlichen Spendenaufruf zur Gründung eines Fonds konnte der NTS das Gartenareal im Jahr 2002 erwerben. 2024 betrug die Besucherzahl etwa 12.000 Personen.